# Ishikawa (Fukushima)
Ishikawa (石川町?, Ishikawa-chō) è una cittadina giapponese della prefettura di Fukushima.